# Dimarella riparia
Dimarella riparia – gatunek sieciarki z rodziny mrówkolwowatych i podrodziny Myrmeleontinae.

## Taksonomia
Gatunek opisany został w 1918 roku przez Longinosa Navása jako Nobra riparia. W rodzaju Dimarella umieszczony przez Lionela Stange w 1970 roku.

## Opis
Dorosłe samice osiągają od 21 do 24 mm, a samce od 24 do 26 mm długości ciała. Długość przednich skrzydeł wynosi od 24 do 27 mm. Głowa jasnobrązowa z szerokimi rudobrązowymi bliznami na ciemieniu, okołośrodkową ciemną kropką na tylnej krawędzi ciemienia oraz błyszczącą, ciemnobrązowawoszarą przepaską nad dołkami czułkowymi. Dołki czułkowe oddzielone od krawędzi ocznej bardziej niż największa szerokość nóżki czułka. Przedplecze szarobrązowe. Środkowe odnóża krótsze od przednich, które krótsze są od tylnych. Żyłka subkostalna i radialna na obu parach skrzydeł oddzielone co najmniej średnicą żyłki subkostalnej przed jej zlaniem na polu stigmalnym. Larwa dotąd nieznana.

## Rozprzestrzenienie
Gatunek neotropikalny, wykazany z Argentyny, Brazylii i Urugwaju, a prawdopodobnie występujący także w Paragwaju.